# Loxosceles foutadjalloni
Loxosceles foutadjalloni là một loài nhện trong họ Sicariidae.
Loài này thuộc chi Loxosceles. Loxosceles foutadjalloni được miêu tả năm 1941 bởi Millot.